# Crâne Dmanissi 2
 (avril 2018).
Si vous disposez d'ouvrages ou d'articles de référence ou si vous connaissez des sites web de qualité traitant du thème abordé ici, merci de compléter l'article en donnant les références utiles à sa vérifiabilité et en les liant à la section « Notes et références ».

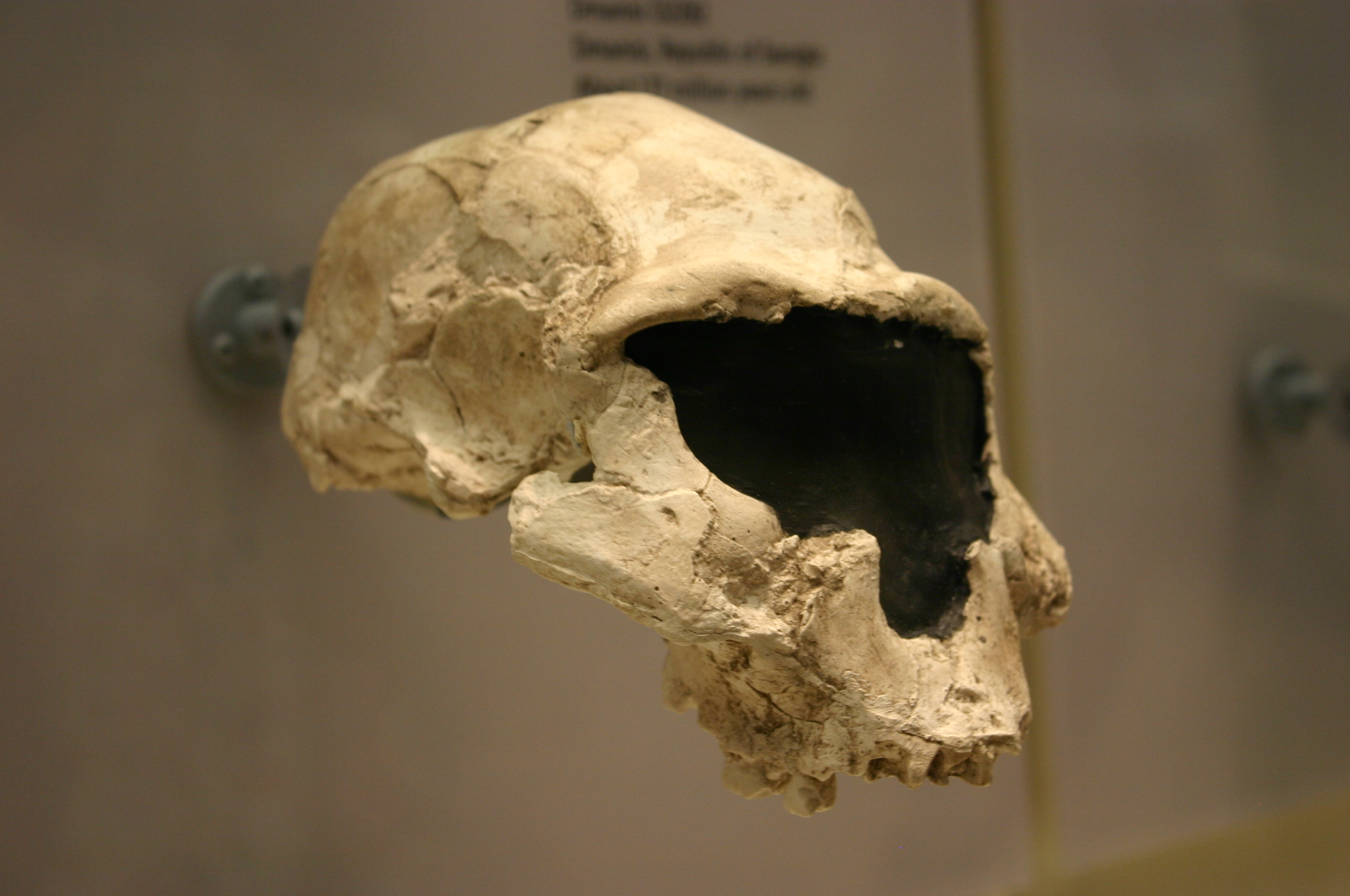
Le crâne Dmanissi 2

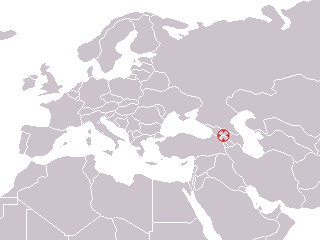
Localisation géographique de Dmanissi

Le crâne Dmanissi 2 répertorié sous la cote D2282, auquel correspond la mandibule D211, est un crâne fossile de l'espèce éteinte Homo georgicus. C'est le deuxième des cinq crânes découverts de 1999 à 2005 à Dmanissi, en Géorgie. 
Il date, comme les quatre autres, de 1,8 million d'années. Les fossiles de Dmanissi sont à ce jour les plus vieux fossiles du genre Homo à avoir été découverts hors d'Afrique.

## Historique
En 1991, le paléoanthropologue géorgien David Lordkipanidze découvrit des traces d'occupation humaine préhistorique sur le site médiéval de Dmanissi, en Géorgie. Depuis, cinq crânes et plusieurs ossements fossiles appartenant au genre Homo y ont été exhumés.

## Description du crâne
Le crâne 2 a été découvert durant les fouilles de 1999 et sa mandibule en 1991. La capacité endocrânienne est comprise entre 625  et   730 cm3 ; c'est l'une des plus grandes des 5 spécimens de Dmanissi. Selon les archéologues, ce spécimen est probablement une jeune femme.

## Datation
Les fossiles reposaient sur une couche basaltique précisément datée de 1,8 million d'années, ce qui ne laisse pas de doute sur leur âge estimé. La publication des deux premiers crânes de Dmanissi dans le même article en 2000 a démontré que certains hominidés ont quitté l'Afrique à une période aussi ancienne que 1,8 million d'années, ce qui a bouleversé certaines théories préexistantes concernant la sortie des humains de ce continent. Les théories précédentes fixaient cette date autour d'un million d'années. Il s'agit donc d'une découverte majeure.  

## Analyse
Les vestiges fossiles et lithiques de Dmanissi suggèrent que les premiers humains à avoir quitté l'Afrique, il y a plus de 1,8 million d'années, n'étaient pas des représentants d'Homo ergaster, comme on l'a longtemps cru, mais une espèce plus ancienne probablement apparentée à Homo habilis.
Lors des premières publications des découvertes de Dmanissi, les archéologiques ont associé le crâne 2 à l’espèce Homo ergaster :
- D2280 (crâne 1)
- D2282 / D211 (crâne 2)
- D2700 / D2735 (crâne 3) (en)
- D3444 / D3900 (crâne 4)
- D4500 / D2600 (crâne 5) [1]

## Liste des 5 spécimens de Dmanissi
Les crânes retrouvés à Dmanissi sont :
- D2280 (crâne 1)
- D2282/D211 (crâne 2)
- D2700/D2735 (crâne 3) (en)
- D3444/D3900 (crâne 4)
- D4500/D2600 (crâne 5)